# Vatikáni paloták Castel Gandolfóban
Castel Gandolfo olasz (korábban a Pápai államhoz tartozó) város, de egyes területei a lateráni egyezmény értelmében, 1929 óta a Vatikánvárosi Állam részét képezik.

## Castel Gandolfo vatikáni területei

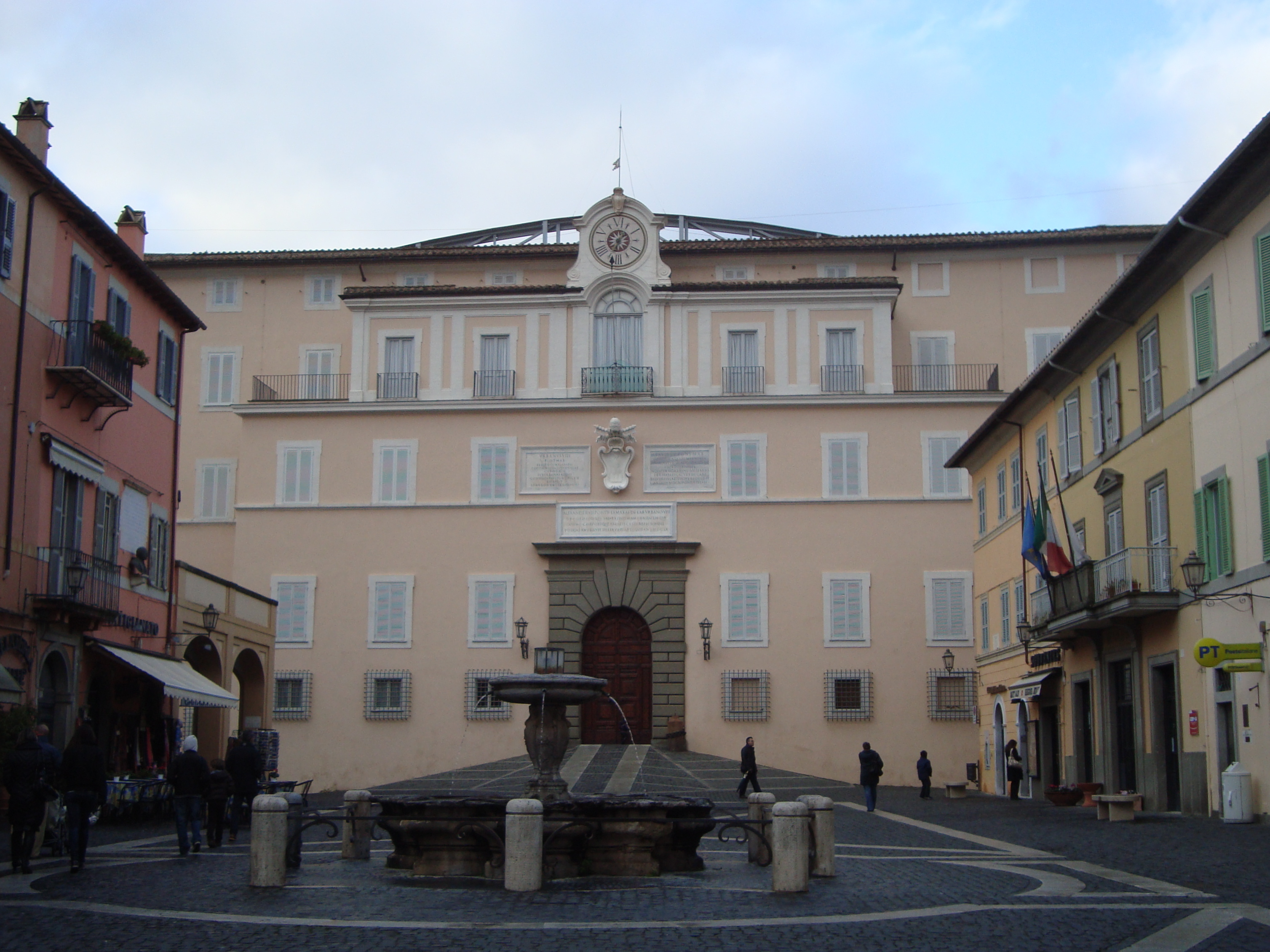
A pápai palota

A Castel Gandolfó-i birtok 1596-ban került adósság fejében a Savelli családtól a pápai kamarához. VIII. Orbán pápa ideje óta van itt a pápák nyaralóhelye. Az azóta eltelt időben fokozatosan épült ki a területen a pápai palota, a többi épületek és a kertek.

A Pápai államnak az Olasz Királyság általi 1870-es elfoglalásától kezdve több mint 60 éven át a pápai nyaraló nem volt használatban. Ugyanis, bár az olasz állam 1871-ben – fő vonalait tekintve a későbbi lateráni egyezmény kereteihez hasonlóan – megkísérelte rendezni a pápa helyzetét, és a Castel Gandolfó-i nyári rezidencia az e célból egyoldalúan megalkotott „kezességi törvény” szerint is a pápa birtoka lett volna, IX. Piusz ezt az ajánlatot nem fogadta el, sőt ettől kezdve sem ő, sem a következő 50 évben megválasztott utódai nem hagyták el a Vatikán szorosan vett területét (a „Vatikán foglyának” tekintették magukat). Így a pápák csak az 1929-ben kötött lateráni egyezmény alapján vették újra használatba a megegyezésben nekik juttatott Castel Gandolfó-i területet. Azóta a területenkívüliséget élvező rezidenciára ismét az önálló pápai állam jogai vonatkoznak. XII. Piusz pontifikátusának mintegy harmadát itt töltötte, és ő volt az első pápa, aki a Castel Gandolfó-i rezidencián halt meg 1958-ban. XVI. Benedek pápa lemondása időpontjában, 2013. február 28-án a Castel Gandolfó-i palotába vonult vissza, és csak az új pápa megválasztása után, vele egyeztetve tért vissza a neki előkészített lakosztályba a Vatikánban.
A birtok nagysága jelenleg 55 hektár (a Vatikán területének ötszöröse), ebből 30-at a kertek foglalnak el, 25-ön farmgazdálkodás folyik. A palotában található 1934 óta a Vatikáni Obszervatórium. Hozzá tartoznak még a Villa del Moro és Villa Cybo (1773 óta) is.

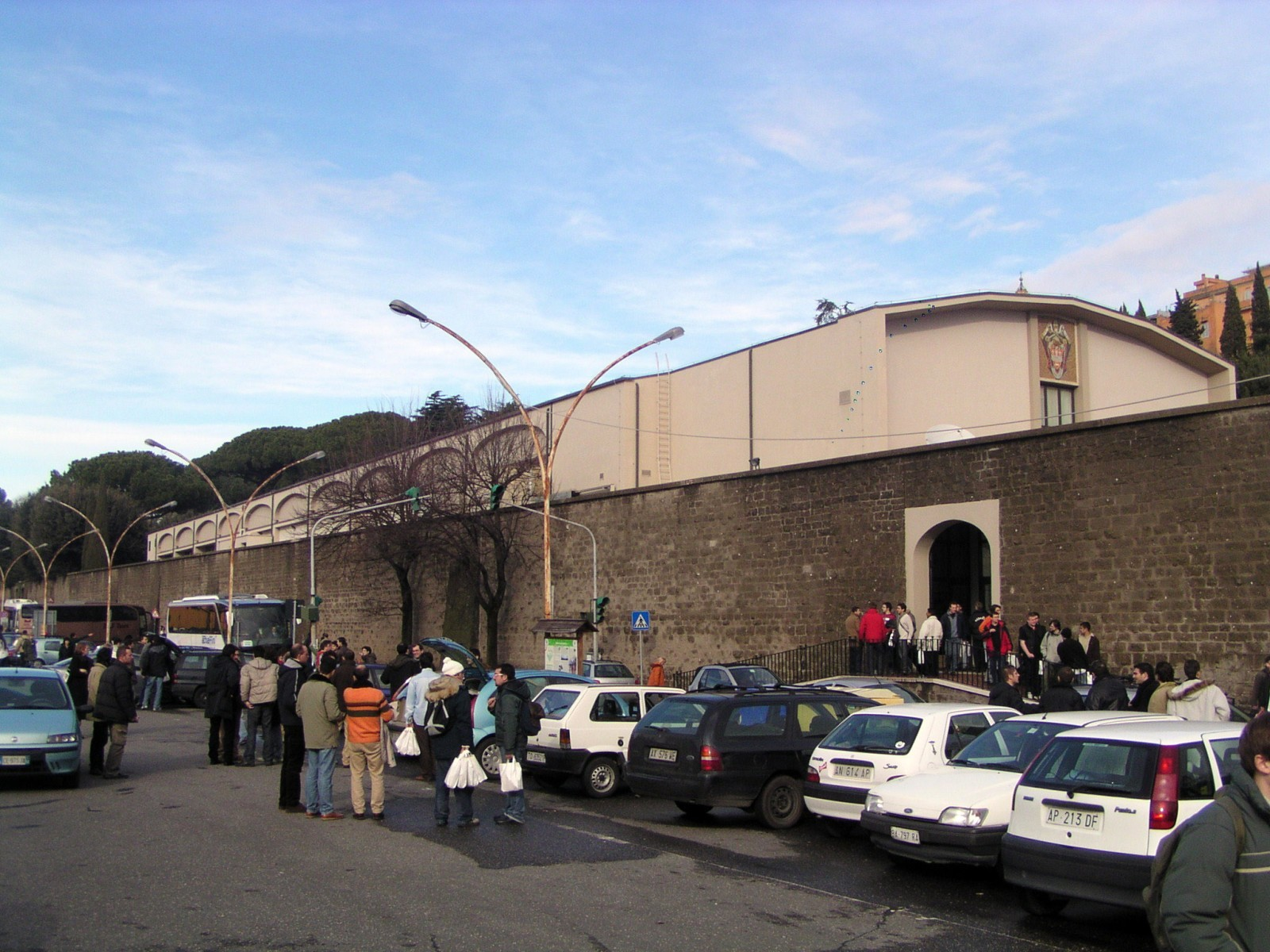
A volt pápai kihallgatási csarnok, ma a Nemzetközi Máriapoli Központ

XII. Piusz 1957-ben rendelte el egy, a tervek szerint a Vatikánban találhatóhoz hasonló funkciót betöltő kihallgatási csarnok építését gyakori tartózkodási helyén, Castel Gandolfóban is, a Villa Cybo mellett. A halála után elkészült épületet 1959-ben már utódja, XXIII. János áldotta meg, azonban a csarnok szinte soha nem volt használatban, mert a következő pápák már nem töltöttek XII. Piuszhoz hasonlóan sok időt a nyári rezidencián. Így a kihasználatlanul álló épületet 1984-ben II. János Pál pápa a Fokoláre mozgalomnak ajándékozta, mely a belső tereket teljesen újraterveztette, egyfajta kongresszusi központot hozva létre. Ma ez a mozgalom nemzetközi konferenciaközpontja (Centro Mariapoli), ami az év nagy részében naponta több száz főt lát vendégül.
A Castel Gandolfó-i palota és a hozzá tartozó kertek a turisták számára egészen 2014-ig nem voltak látogathatók. Ferenc pápa rendeletére azonban 2014. március 1-jétől vezetéssel a legszebb itáliai parkok között számon tartott kertek, 2015. szeptember 12-től pedig a palota is látogatható, sőt a turisták a Vatikánból az egykor a pápák számára épített, és eddig az időpontig nagyon ritkán használt vasútvonalon utazhatnak Castel Gandolfóba. Emellett azonban nem szűnt meg az épület pápai nyaraló jellege, mert a palotának a látogatók számára nem megnyitott részében továbbra is ki van alakítva pápai lakosztály, melyet Ferenc pápa nem, de az emeritus XVI. Benedek pápa időnként igénybe vett.